# Osynligt bläck

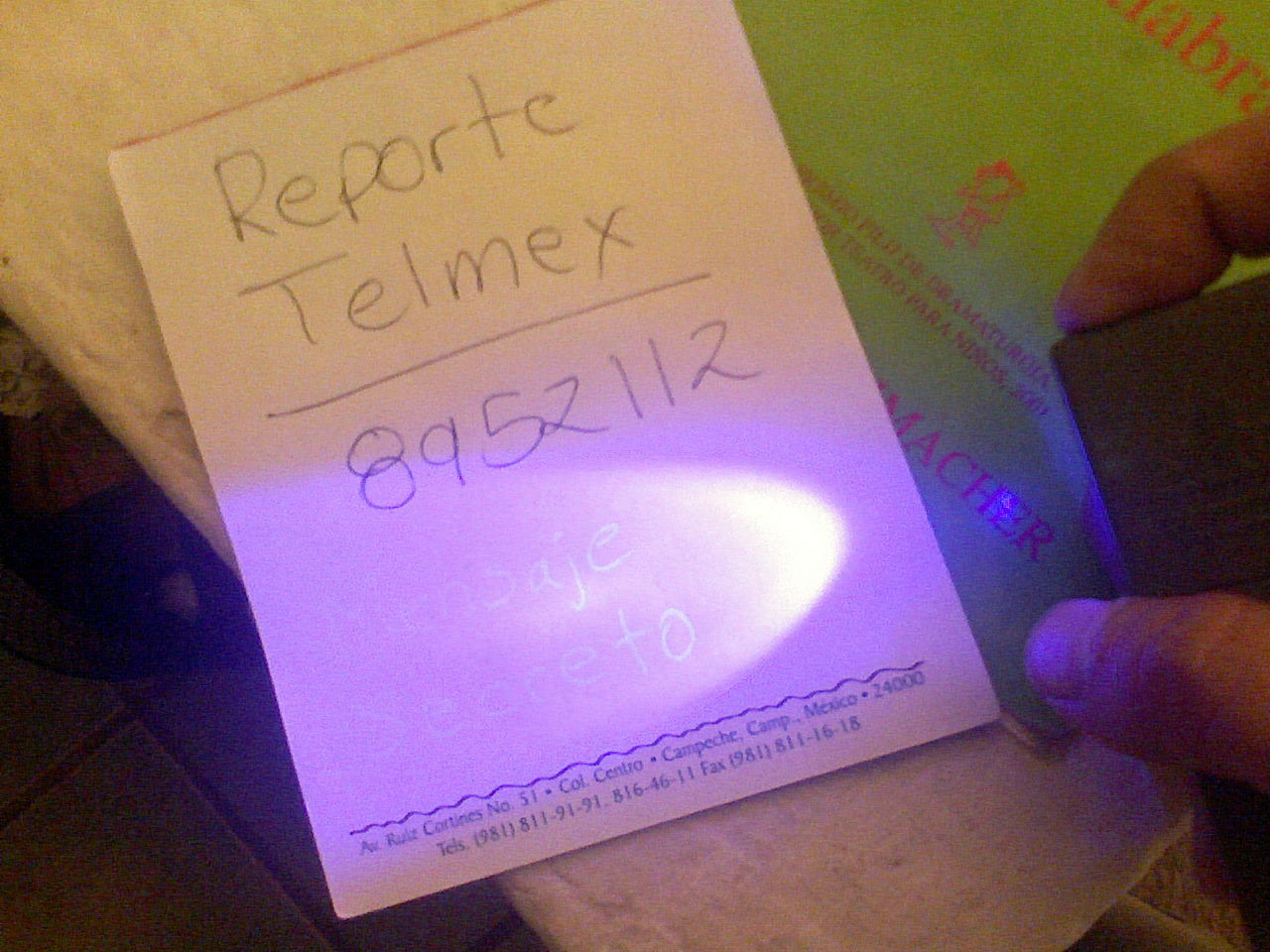
Osynligt bläck som framträder under ultraviolett ljus.

Osynligt bläck är ett bläck som är osynligt för blotta ögat när det används på papper eller andra material. Bläcket kan bara ses om det behandlas på ett speciellt sätt; exempelvis framkallning med en kemikalie, eller belysning med infrarött eller ultraviolett ljus. Osynligt bläck har ofta använts i steganografiska meddelanden.

## Typer av osynligt bläck

### Värmeframkallade
Några av dessa bläck är organiska ämnen som oxideras när de upphettas, vilket ofta får dem att bli bruna. Som en tumregel är det säkrast att späda ut dessa bläck tills värmen bara nätt och jämnt kan framkalla texten.
- mjölk
- citron-, äppel- eller apelsinjuice
- löksaft
- sockerlösning
- utspädd honung
- utspädd coladryck
- vinäger eller vin
- såpa
- koboltklorid i vattenlösning, blir blått vid uppvärmning och osynligt igen efter ett tag (om man inte har värmt för mycket)

Bläcket framkallas genom att värma upp papperet, antingen på ett värmeelement, ett varmt strykjärn, eller i en ugn. En 100 W-lampa minskar risken för att papperet bränns upp eller skadas.

### Bläck som framkallas med kemikalier
I de flesta fall byter bläcket färg när det kommer i kontakt med en syra eller en bas.
- Fenolftalein, framkallas med ammoniakångor eller natriumkarbonat. Fenolftalein är en pH-indikator som blir rosa i närvaron av baser som ammoniak.
- Vinäger, framkallas med rödkålsavkok. Vinäger innehåller ättiksyra som påverkar det röda färgämnet i rödkål.
- Ammoniak, framkallas också med rödkålsavkok.
- Kopparsulfat, framkallas med natriumjodid eller ammoniumhydroxid.
- blynitrat, framkallas med natriumjodid.
- järnsulfat, framkallas med natriumkarbonat, natriumsulfid eller kaliumferricyanat.
- koboltklorid, framkallas med kaliumferricyanid.
- stärkelse, framkallas med jodlösning. Bläcket blir blått, papperet ljusblått.
- citronsaft, framkallas med jodlösning. Bläcket blir vitt, papperet ljusblått.
- natriumklorid (vanligt bordssalt), framkallas med silvernitrat.

### Bläck som blir synliga i ultraviolett ljus
Några bläck fluorescerar under en ultraviolett lampa. Detta är en egenskap hos många ämnen. Det finns kommersiellt tillgängliga bläck som lyser mycket starkt när de belyses med en UV-lampa. Några av dessa bläck kan även appliceras på icke-porösa föremål av glas, plast, m.fl.